# Koksan (houfnice)
Koksan je severokorejská těžká samohybná houfnice neobvyklé ráže 170 mm. Název Koksan houfnici západní rozvědky přidělily podle města, kde byla poprvé spatřena. Vyznačuje se velkými rozměry a vysokými výkony. Ve své době to bylo samohybné dělo s největším dostřelem. Počet vyrobených kusů není znám. Například stránka WeaponSystems.net uvádí možný rozsah výroby od několika tuctů až po 500 kusů. Za irácko-íránské války v osmdesátých letech byla houfnice exportovala do Íránu. Část houfnic ukořistil Irák. V roce 2024 byly houfnice nasazeny na ruské straně ve válce na Ukrajině.

## Vývoj

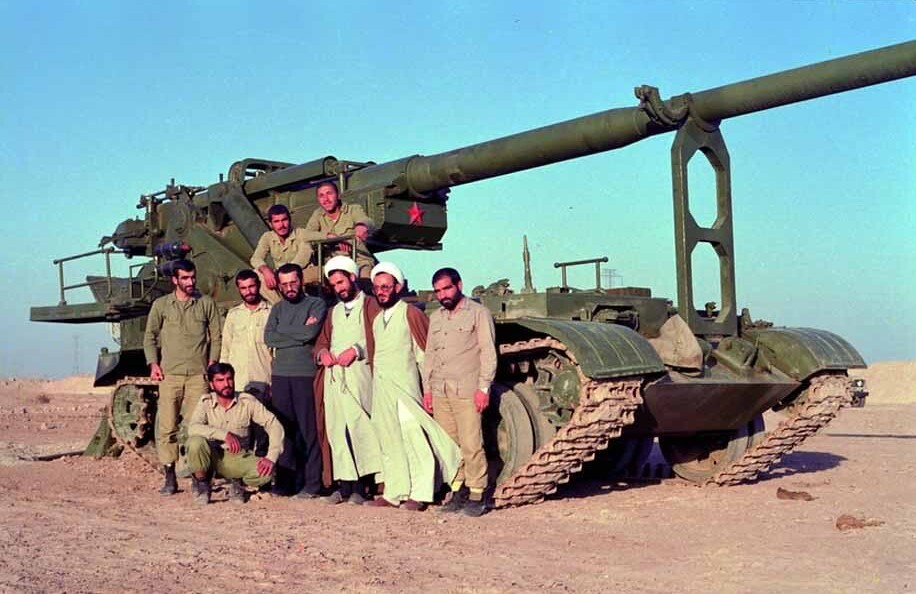
Houfnice M-1978 Koksan za íránsko-irácké války

Severní Korea houfnici vyvíjela jako zbraň s dostřelem větším, než měly sovětské 152mm polní houfnice D-20. Velká ráže a s tím spojený značný dostřel měly umožňovat ostřelování jihokorejského hlavního města Soul. Konstrukčně kanón vycházel z německého 170mm kanónu K18 z období druhé světové války. Jako platforma byl využit podvozek čínského tanku Typu 59. Veřejnost se o existenci zbraně dověděla roku 1978.

## Konstrukce

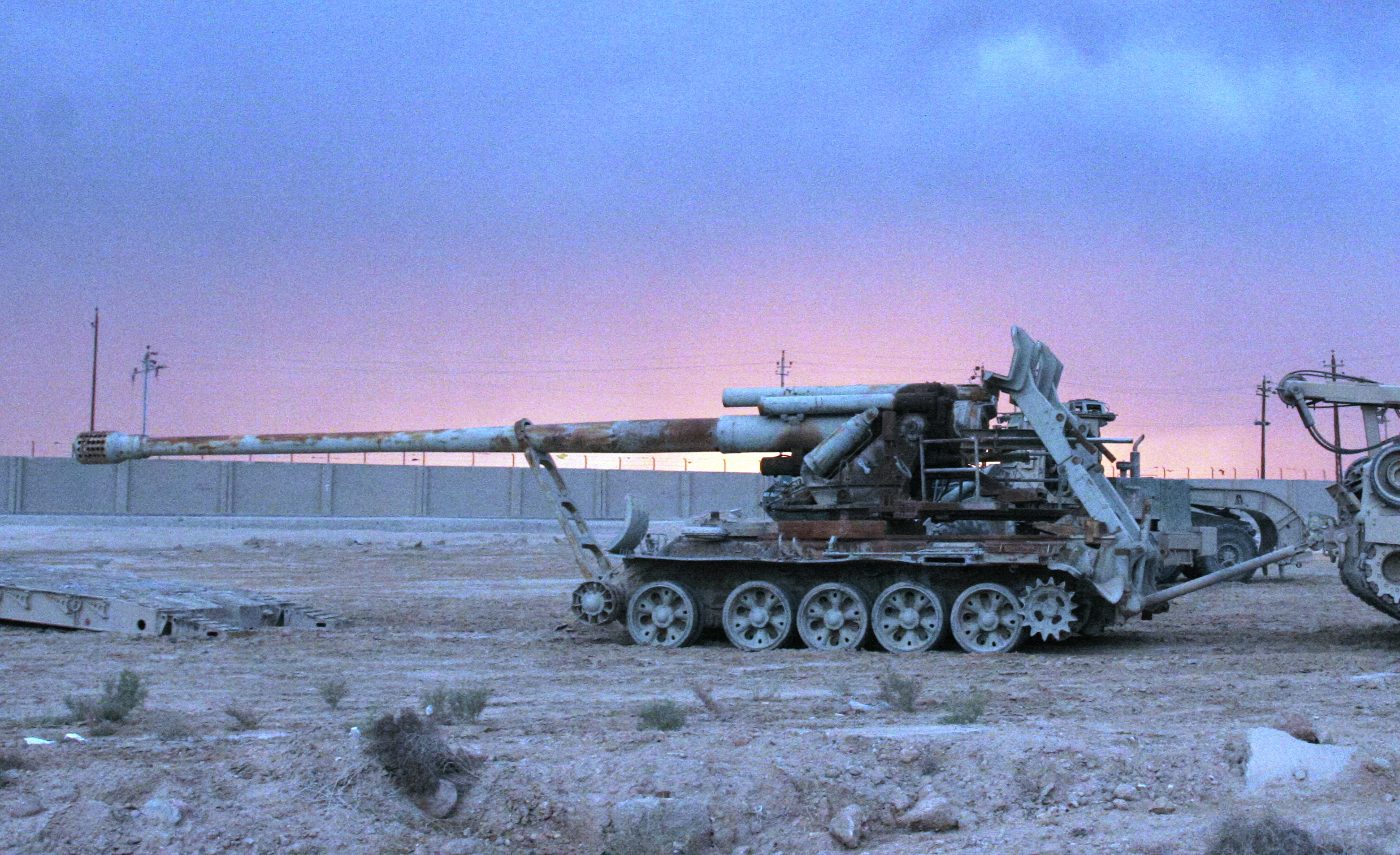
Vrak houfnice M-1978 Koksan z areálu univerzity v Ramádí

Systém Koksan ve verzi M-1978 tvoří 170mm houfnice umístěná na podvozku tanku Typu 59. Houfnice nebyla umístěna do věže a její posádka není nijak chráněna. Neseno je pouze šest kusů munice. Další mohou přepravovat doprovodná vozidla. Ta přepravují i pětičlennou obsluhu houfnice. Vozidlo ma dvoučlennou posádku. Kanón má dostřel až 50 km, v případě použití speciální munice až 60 km.
Modernizovaná verze M-1989 má nejspíše stejnou houfnici, ale využívá nový podvozek vycházející z dělostřeleckého tahače ATS-59. Zásoba munice se zdvojnásobila na dvanáct kusů. Obsluha houfnice mohla být přepravována uvnitř vozidla. Celkové řešení této verze připomíná sovětskou samohybnou houfnici 2S7 Pion.

## Varianty

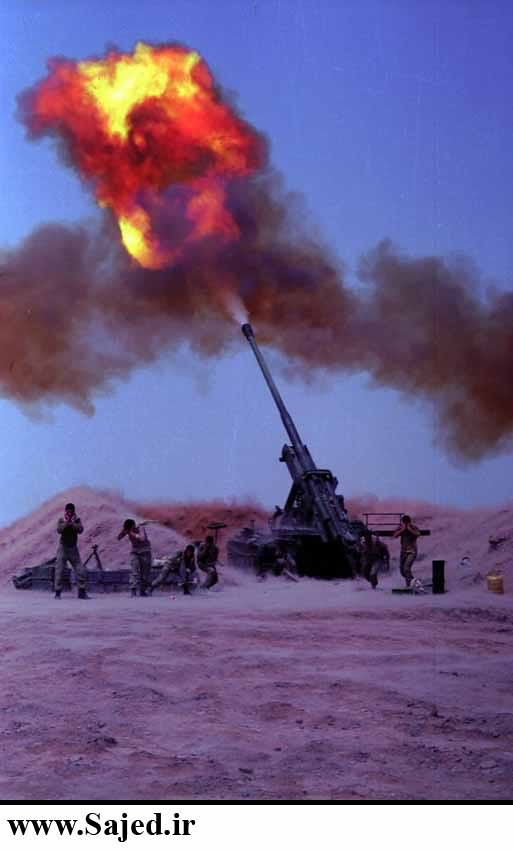
M-1978 Koksan během střelby

- M-1978 – Označní používané pro základní verzi.
- M-1989 – Označení používané pro modernizovanou verzi.

## Nasazení
Írán houfnice nasadil za irácko-íránské války.
V říjnu 2024 byly houfnice Koksan nasazeny při podpoře ruské invaze na Ukrajinu. V prosinci 2024 byl počet nasazených houfnic odhadován na padesát kusů. Nebylo přitom jasné, jestli byly houfnice součástí severokorejského kontingentu vyslaného na podporu Ruska, popř. kdo tvoří jejich obsluhy.

## Uživatelé
- Irák – Ukořistěna nejméně jedna.
- Írán – Dodáno odhadem až 36 kusů verze M-1978.
- Severní Korea – Hlavní uživatel.